# ウィリアム・ゲメル・コクラン
ウィリアム・ゲメル・コクラン（William Gemmell Cochran, 1909年7月15日 - 1980年3月29日）はイギリス生まれのアメリカ合衆国の統計学者。スコットランドで生まれ、人生のほとんどを米国で過ごした。

## 人物
コクランはグラスゴー大学とケンブリッジ大学で数学を学んだ。1934年から1939年までロザムステッド実験場で勤務した後、米国に渡った。そこで、いくつかの統計学科の設立に携わった。一つの大学に最も長く在籍したのは、1957年に入職したハーバード大学であり、1976年に退職した。1936年ガイ・メダル銅メダル受賞。

## 出版
- Experimental Designs（Gertrude Mary Cox との共著）1950年
- Sampling Techniques (Third ed.) 1977年, Wiley.
- Statistical Methods Applied to Experiments in Agriculture and Biology（ジョージ・W・スネデカー）– コクランは第5版（1956年）から寄稿
- Planning and Analysis of Observational Studies（リンカーン・E・モーゼスとフレデリック・モステラー編）1983年